# Монперу (Аверон)
Монперу́ (фр. Montpeyroux, окс. Mont Peirós) — коммуна во Франции, находится в регионе Окситания. Департамент — Аверон. Входит в состав кантона Лагиоль. Округ коммуны — Родез.
Код INSEE коммуны — 12156.
Коммуна расположена приблизительно в 470 км к югу от Парижа, в 160 км северо-восточнее Тулузы, в 38 км к северо-востоку от Родеза.

## Население
Население коммуны на 2008 год составляло 568 человек.
| 1962 | 1968 | 1975 | 1982 | 1990 | 1999 | 2008 |
| ---- | ---- | ---- | ---- | ---- | ---- | ---- |
| 806  | 787  | 670  | 610  | 578  | 551  | 568  |

## Экономика
В 2007 году среди 309 человек в трудоспособном возрасте (15—64 лет) 240 были экономически активными, 69 — неактивными (показатель активности — 77,7 %, в 1999 году было 64,6 %). Из 240 активных работали 227 человек (128 мужчин и 99 женщин), безработных было 13 (5 мужчин и 8 женщин). Среди 69 неактивных 16 человек были учениками или студентами, 27 — пенсионерами, 26 были неактивными по другим причинам.

## Достопримечательности
- Буске — средневековый замок, памятник архитектуры [3].